# ألكس باومان
ألكس باومان (بالإنجليزية: Alex Baumann) (و. 1964  م) هو سباح كندي، ولد في براغ، شارك في الألعاب الأولمبية الصيفية 1984، وسباحة في الألعاب الأولمبية الصيفية 1984 – رجال 200 متر فردي متنوع ‏، وسباحة في الألعاب الأولمبية الصيفية 1984 – رجال 400 متر فردي متنوع ‏.
.

## التعليم
تعلم في جامعة كوينزلاند.

## جوائز
حصل على جوائز منها:
- ضابط وسام كندا
- قاعة مشاهير السباحة العالمية  [لغات أخرى]‏
- وسام أونتاريو.

## روابط خارجية
- ألكس باومان على موقع الاتحاد الدولي للسباحة (الإنجليزية)
- ألكس باومان على موقع SwimRankings.net (الإنجليزية)
- ألكس باومان على موقع قاعة مشاهير السباحة العالمية (الإنجليزية)
- ألكس باومان على موقع اللجنة الأولمبية الدولية (الإنجليزية)
- ألكس باومان على موقع أوليمبيديا (الإنجليزية)
- ألكس باومان على موقع اللجنة الأولمبية الكندية (الإنجليزية)
- ألكس باومان على موقع اتحاد ألعاب الكومنولث (مؤرشف) (الإنجليزية)
- ألكس باومان على موقع قاعة كندا للمشاهير الرياضية (الإنجليزية)
- ألكس باومان على موقع قاعة أونتاريو للمشاهير الرياضية (مؤرشف) (الإنجليزية)